# 城巴N21線
城巴N21線是香港的一條通宵巴士路線，來往尖沙咀天星碼頭及機場（地面運輸中心）。
城巴N21A線則為N21線的特別班次，起訖點與主線N21相同，但繞經東涌北及逸東邨。

## 歷史
- 1997年6月1日：投入服務，是首條北大嶼山通宵線，初時來往旺角火車站（現港鐵旺角東站）及赤鱲角。
- 1998年6月22日：延長至機場（地面運輸中心）。
- 1999年12月20日：延長至尖沙咀碼頭並取代N22在大角咀以外的服務。
- 2005年7月18日：00:50及01:10由尖沙咀碼頭開出往機場的班次，改經東涌北及逸東邨，不經機場後勤區，該兩班特別班次改稱N21A，來往機場後勤區的服務由N21A與N11的八達通轉乘優惠提供。
- 2006年8月22日：00:10及00:30由尖沙咀開出往機場的班次，亦改由N21A提供。
- 2009年1月19日：05:00由機場開往尖沙咀的班次，繞經逸東邨但不經東涌北，並改稱N21A；另增設N21特別班次於00:58由機場開往東涌順東路。
- 2017年12月15日：增設實時抵站時間查詢服務。[1]
- 2020年8月2日：N21A往尖沙咀的班次繞經東涌北。[2]
- 2022年3月2日：暫停N21以順東路「裕東苑」為終點的特別班次[3]，至翌年2月13日正式取消[4]。

## 服務時間（詳細班次）
N21(A)
| 每日機場（地面運輸中心）開 | 每日機場（地面運輸中心）開 | 每日機場（地面運輸中心）開 | 每日機場（地面運輸中心）開 |
| -------------------------- | -------------------------- | -------------------------- | -------------------------- |
| 00:20                      | 00:40                      | 01:00                      | 01:30                      |
| 02:00                      | 02:30                      | 03:00                      | 03:30                      |
| 04:00                      | 04:20                      | 04:40                      | 05:00                      |

| 每日尖沙咀天星碼頭開 | 每日尖沙咀天星碼頭開 | 每日尖沙咀天星碼頭開 | 每日尖沙咀天星碼頭開 |
| -------------------- | -------------------- | -------------------- | -------------------- |
| 00:10                | 01:10                | 01:30                | 02:00                |
| 02:30                | 03:00                | 03:30                | 04:00                |
| 04:30                | 04:50                | 05:10                |                      |

紅字班次為N21A。

## 收費
N21(A)
全程：$23.8
- 長亨邨往機場（地面運輸中心）：$13.5
- 東涌消防局（N21）／逸東邨美逸樓（N21A）往機場（地面運輸中心）：$5.3
- 機場（地面運輸中心）往裕東苑（N21）／北大嶼山醫院（N21A）或之前：$5.3
- 青華苑往尖沙咀（天星碼頭）：$14.5
- 美孚站往尖沙咀（天星碼頭）：$8.3

| - 本線設有12歲以下小童及65歲或以上長者半價優惠。 - 65歲或以上香港居民使用「樂悠咭」，以及12歲以下合資格殘疾兒童使用「殘疾人士身份」個人八達通繳付車資，均可享有每程$2.0或半價（以較低者為準）的票價優惠；12至64歲合資格殘疾人士使用「殘疾人士身份」個人八達通（包括「樂悠咭」），以及60至64歲香港居民使用「樂悠咭」繳付車資，均可享有每程$2.0或全費（以較低者為準）的票價優惠。 - 65歲或以上長者如使用長者或一般個人八達通繳付車資，則只可享有半價優惠；12至64歲合資格殘疾人士如不使用「殘疾人士身份」個人八達通，以及60至64歲人士如不使用「樂悠咭」繳付車資，必須繳付全費。 - 乘客可以現金或八達通於上車時付款，不設找續。 - 每位成人乘客可免費攜帶最多兩名4歲以下而不佔座位的兒童乘客乘車，超額之4歲以下小童必須繳付小童車費乘車。 - 九龍巴士、城巴及龍運巴士全職員工及家屬（不包括外判職員）可免費乘搭本路線，惟必須拍職員或職員家屬八達通。 - 乘客亦可使用AlipayHK「易乘碼」、支付寶、 WeChatHK／微信支付「搭車碼」、銀聯雲閃付「乘車碼」及BOC Pay「乘車碼」、具有感應式支付功能的VISA、Mastercard及銀聯卡，以及Apple Pay、Google Pay及Samsung Pay流動支付平台繳付車資。使用此支付方式的乘客可享有中途下車之分段收費，以及與其他城巴獨營路線或聯營線城巴班次之轉乘優惠，惟不適用於與非城巴路線之轉乘優惠。使用此支付方式的乘客亦不能享有「公共交通費用補貼計劃」及「長者及合資格殘疾人士公共交通票價優惠計劃」。 - 帶粗體字者為雙向分段收費，乘客必須使用八達通或指定交通二維碼繳費，並於下車前再次確認八達通或掃瞄二維碼，方可享有分段收費優惠。 |

### 分段收費爭議
N21投入服務時，設有由東涌來往機場的分段收費，路線資料紙上寫住「由富東邨，順東路往來機場（地面運輸中心）：$5.00」，N21A投入服務時，亦設有由東涌往機場的單向分段收費，路線資料紙上寫住「由藍天海岸，惠東路往機場（地面運輸中心）：$5.00」；2009年1月19日，N21與N21A的分段結構統一，N21A原於惠東路的分段收費被偷偷更改，延後至松仁路才作出分段。

## 行車路線
N21(A)
機場（地面運輸中心）開經：暢連路、暢達路、機場北交匯處、機場路、機場南交匯處、機場路、東岸路、觀景路、駿明路、觀景路、駿運路交匯處、航膳西路、駿運路交匯處、駿運路、駿坪路、赤鱲角南路、順東路、達東路、順東路、裕東路、松仁路（西行）、迴旋處、松仁路（東行）、裕東路、東涌東交匯處、怡東路、東涌海濱路、惠東路、文東路、迎禧路、怡東路、東涌東交匯處、北大嶼山公路、青嶼幹線、青衣西北交匯處、長青公路、青衣西路、楓樹窩路、擔桿山交匯處、青荃路、荃青交匯處、荃灣路、葵涌道、長沙灣道、彌敦道及梳士巴利道。
N21A加經粗體字之路段。
尖沙咀（天星碼頭）開經：梳士巴利道、彌敦道、長沙灣道、荔枝角道、葵涌道、荃灣路、荃青交匯處、青荃路、擔桿山交匯處、楓樹窩路、青衣西路、長青公路、青衣西北交匯處、青嶼幹線、北大嶼山公路、東涌東交匯處、怡東路、東涌海濱路、惠東路、文東路、迎禧路、怡東路、裕東路、松仁路（西行）、迴旋處、松仁路（東行）、裕東路、順東路、赤鱲角南路、駿坪路、駿運路、駿運路交匯處、航膳西路、駿運路交匯處、觀景路、東岸路、機場路、暢連路、暢達路、機場北交匯處、機場路、機場南交匯處及暢連路。
N21A加經粗體字之路段，不經斜體字之路段。

### 沿線車站

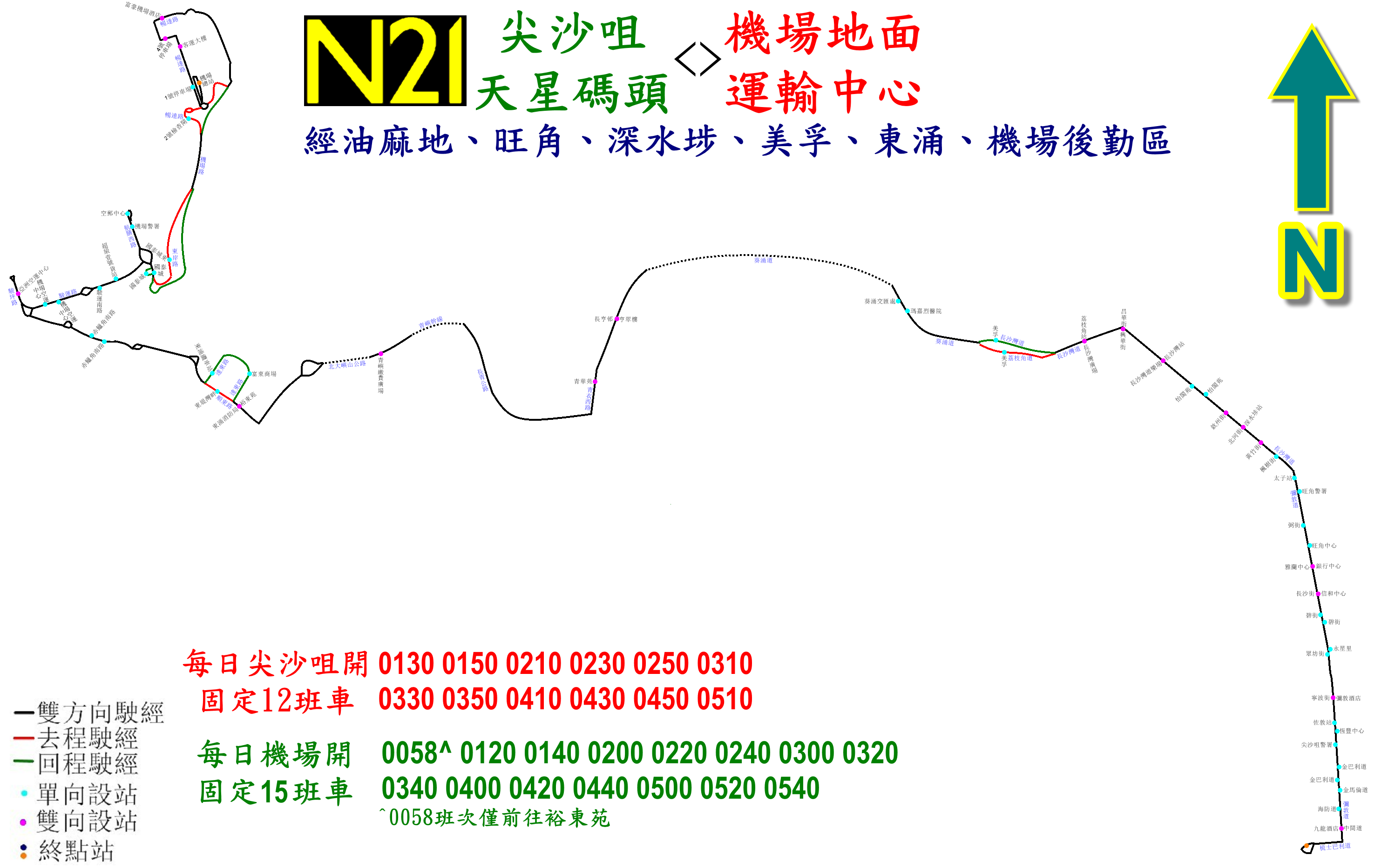
N21線的走線圖

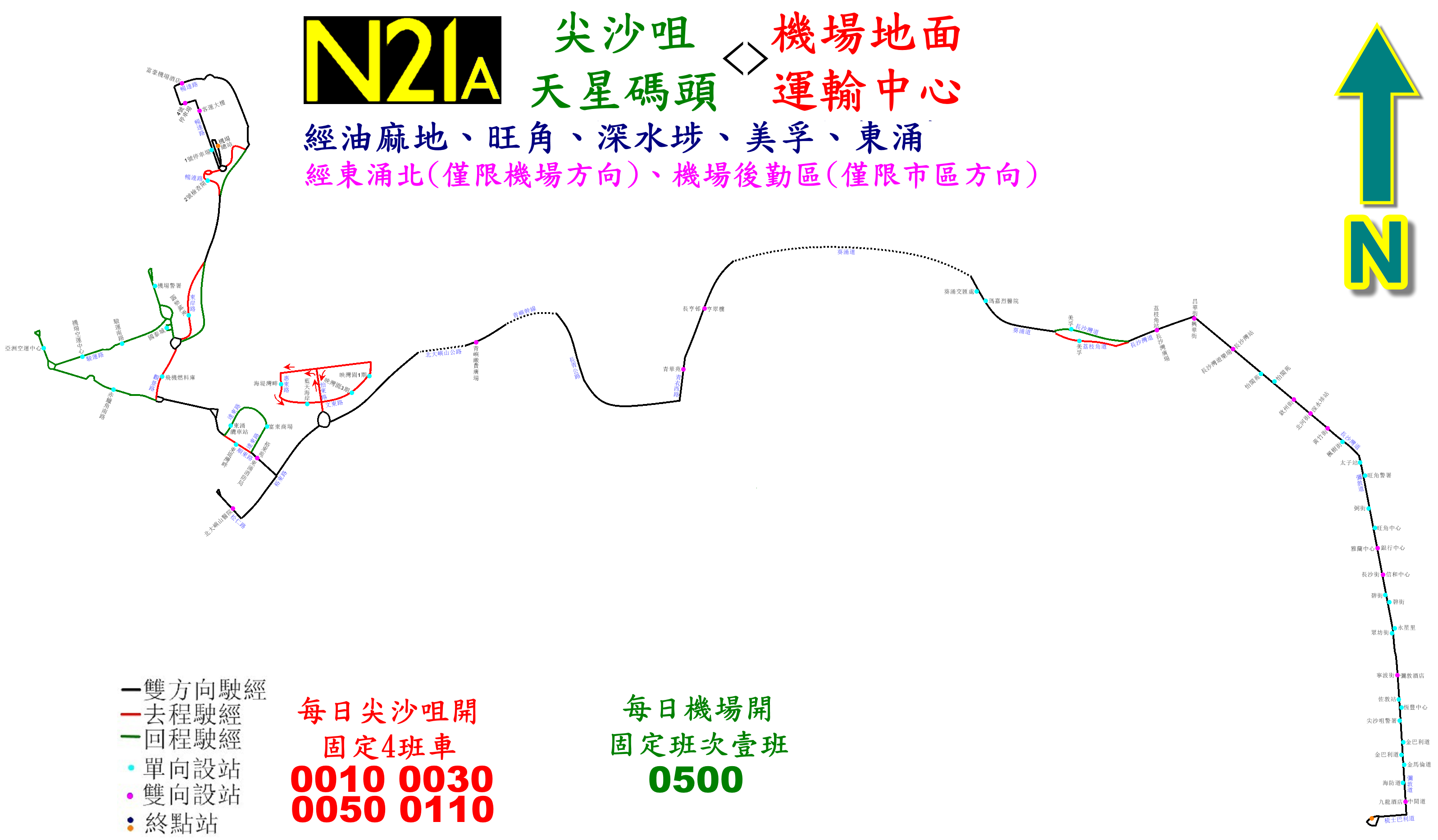
N21A線的走線圖

N21(A)
| 機場（地面運輸中心）開 | 機場（地面運輸中心）開 | 機場（地面運輸中心）開       | 尖沙咀天星碼頭開 | 尖沙咀天星碼頭開   | 尖沙咀天星碼頭開             |
| 序號                   | 車站名稱               | 位置                         | 序號             | 車站名稱           | 位置                         |
| ---------------------- | ---------------------- | ---------------------------- | ---------------- | ------------------ | ---------------------------- |
| 1                      | 機場（地面運輸中心）   | 機場（地面運輸中心）巴士總站 | 1                | 尖沙咀（天星碼頭） | 尖沙咀天星碼頭公共運輸交匯處 |
| 2                      | 一號客運大樓（北）     | 暢達路                       | 2                | 九龍酒店           | 彌敦道                       |
| 3                      | 富豪機場酒店           | 暢達路                       | 3                | 海防道             | 彌敦道                       |
| 4                      | 國泰城                 | 駿明路                       | 4                | 金巴利道           | 彌敦道                       |
| 5                      | 機場警署               | 航膳西路                     | 5                | 尖沙咀警署         | 彌敦道                       |
| 6                      | 駿運南路               | 駿運路                       | 6                | 佐敦站             | 彌敦道                       |
| 7                      | 機場空運中心           | 駿運路                       | 7                | 寧波街             | 彌敦道                       |
| 8                      | 亞洲空運中心           | 駿坪路                       | 8                | 眾坊街             | 彌敦道                       |
| 9                      | 赤鱲角南路             | 赤鱲角南路                   | 9                | 碧街               | 彌敦道                       |
| 10                     | 東涌纜車站             | 達東路                       | 10               | 長沙街             | 彌敦道                       |
| 11                     | 富東商場               | 達東路                       | 11               | 雅蘭中心           | 彌敦道                       |
| 12                     | 裕東苑                 | 順東路                       | 12               | 弼街               | 彌敦道                       |
| ^                      | 北大嶼山醫院           | 松仁路                       | 13               | 太子站             | 彌敦道                       |
| ^                      | 海堤灣畔               | 惠東路                       | 14               | 楓樹街             | 長沙灣道                     |
| ^                      | 藍天海岸               | 文東路                       | 15               | 黃竹街             | 長沙灣道                     |
| ^                      | 映灣園二期             | 文東路                       | 16               | 北河街             | 長沙灣道                     |
| ^                      | 映灣園一期             | 文東路                       | 17               | 欽州街             | 長沙灣道                     |
| ^                      | 迎禧路                 | 迎禧路                       | 18               | 怡閣苑             | 長沙灣道                     |
| 13                     | 青嶼幹線巴士轉乘站     | 北大嶼山公路                 | 19               | 長沙灣遊樂場       | 長沙灣道                     |
| 14                     | 青華苑                 | 青衣西路                     | 20               | 興華街             | 長沙灣道                     |
| 15                     | 長亨邨                 | 青衣西路                     | 21               | 長沙灣廣場         | 長沙灣道                     |
| 16                     | 葵涌交匯處             | 葵涌道                       | 22               | 美孚               | 荔枝角道                     |
| 17                     | 美孚                   | 長沙灣道                     | 23               | 葵涌交匯處         | 葵涌道                       |
| 18                     | 荔枝角站               | 長沙灣道                     | 24               | 長亨邨亨翠樓       | 青衣西路                     |
| 19                     | 昌華街                 | 長沙灣道                     | 25               | 青華苑             | 青衣西路                     |
| 20                     | 長沙灣站               | 長沙灣道                     | 26               | 青嶼幹線巴士轉乘站 | 北大嶼山公路                 |
| 21                     | 怡閣苑                 | 長沙灣道                     | ^                | 海堤灣畔           | 惠東路                       |
| 22                     | 欽州街                 | 長沙灣道                     | ^                | 藍天海岸           | 文東路                       |
| 23                     | 深水埗站               | 長沙灣道                     | ^                | 映灣園二期         | 文東路                       |
| 24                     | 黃竹街                 | 長沙灣道                     | ^                | 映灣園一期         | 文東路                       |
| 25                     | 旺角警署               | 彌敦道                       | ^                | 迎禧路             | 迎禧路                       |
| 26                     | 旺角中心               | 彌敦道                       | ^                | 逸東邨美逸樓       | 松仁路                       |
| 27                     | 銀行中心               | 彌敦道                       | 27               | 東涌消防局         | 順東路                       |
| 28                     | 信和中心               | 彌敦道                       | 28               | 東堤灣畔           | 順東路                       |
| 29                     | 碧街                   | 彌敦道                       | 29*              | 赤鱲角南路         | 赤鱲角南路                   |
| 30                     |                        | 彌敦道                       | 30*              | 亞洲空運中心       | 駿坪路                       |
| 31                     | 彌敦酒店               | 彌敦道                       | 31*              | 機場空運中心       | 駿運路                       |
| 32                     | 恆豐中心               | 彌敦道                       | 32*              | 香港空運貨站       | 駿運路                       |
| 33                     | 金巴利道               | 彌敦道                       | 33*              | 空郵中心           | 航膳西路                     |
| 34                     | 金馬倫道               | 彌敦道                       | 34*              | 國泰城             | 觀景路                       |
| 35                     | 中間道                 | 彌敦道                       | #                | 飛機燃料庫         | 觀景路                       |
| 36                     | 尖沙咀（天星碼頭）     | 尖沙咀天星碼頭公共運輸交匯處 | 35               | 國泰城（東）       | 東岸路                       |
|                        |                        |                              | 36               | 二號檢查閘         | 暢連路                       |
| 37                     | 一號停車場             | 暢達路                       |                  |                    |                              |
| 38                     | 一號客運大樓（北）     | 暢達路                       |                  |                    |                              |
| 39                     | 富豪機場酒店           | 暢達路                       |                  |                    |                              |
| 40                     | 機場（地面運輸中心）   | 機場（地面運輸中心）巴士總站 |                  |                    |                              |

註:
1. N21A線不停有*號之車站,改停靠有#號之車站。
2. 有^號之車站祇限N21A使用

## 外部連結
- Allnight Citybus Route 城巴通宵路線 - N21 （页面存档备份，存于）
- Allnight Citybus Route 城巴通宵路線 - N21A （页面存档备份，存于）
- 城巴N21線官方網站路線資料 （页面存档备份，存于）
- 城巴N21A線官方網站路線資料 （页面存档备份，存于）

1. ↑  城巴有限公司、新世界第一巴士服務有限公司，〈http://www.nwstbus.com.hk/tc/uploadedPressRelease/10407_15122017_ETA_chi.pdf （页面存档备份，存于） 新巴城巴擴展實時抵站時間服務至74條路線〉［新聞稿］，2017年12月15日。
2. ↑  城巴有限公司，〈城巴N21A號線往市區方向班次繞經東涌（北） （页面存档备份，存于）〉［交通通告］，2020年7月29日。
3. ↑  城巴有限公司，〈Routes N21, N21A 臨時班次調整（页面存档备份，存于）〉［交通通告］，2022年2月28日。
4. ↑  城巴有限公司，〈Routes N21, N21A 臨時班次調整（页面存档备份，存于）〉［交通通告］，2023年2月10日。